# Ben O’Connor (Eishockeyspieler)
Ben O’Connor (* 21. Dezember 1988 in Durham, England) ist ein britischer Eishockeyspieler, der seit 2022 bei den Guildford Flames in der Elite Ice Hockey League unter Vertrag steht. Sein Vater Mike war ebenfalls britischer Nationalspieler.

## Karriere
Ben O’Connor begann seine Karriere als Eishockeyspieler bei den Sheffield Rapiers, einem Jugendteam aus der Industriestadt in Yorkshire. Bereits als 14-Jähriger absolvierte er einige Spiele für Hull Thunder in der British National League, spielte aber überwiegend weiter für die Rapiers. 2003 wechselte er für vier Jahre nach Kanada, das Geburtsland seines Vaters, wo er unter anderem auch für die OHL-Teams der Windsor Spitfires, die ihn bei der OHL Prority Selection 2004 in der 14. Runde als insgesamt 267. Spieler gezogen hatten, und der Mississauga IceDogs auf dem Eis stand. 2007 kehrte er nach England zurück und spielte bis 2010 für Basingstoke Bison, die Edinburgh Capitals und Coventry Blaze in der Elite Ice Hockey League. Nach einem Jahr in Frankreich, das er beim HC Morzine-Avoriaz in der Ligue Magnus verbrachte, wechselte er 2011 nach Kasachstan, wo er für den HK Saryarka Karaganda und den HK Arlan Kökschetau, mit dem er 2013 den kasachischen Pokalwettbewerb und 2014 die Vizemeisterschaft gewann, aktiv war. In der Spielzeit 2013/14 erreichte er auch die beste Plus/Minus-Bilanz der Kasachischen Liga und sowohl 2012 als auch 2014 wurde er zum besten Verteidiger der kasachischen Liga gewählt. Im Oktober 2014 kehrte er nach Sheffield zurück und spielt seither für die dortigen Steelers in der EIHL. 2015 und 2016 gewann er mit dem Klub die EIHL-Vorrunde und damit den britischen Meistertitel. Er selbst wurde in beiden Jahren in das All-Star-Team der Liga und zum besten britischen Verteidiger gewählt. 2015 wurde er auch zum besten britischen Spieler der EIHL gewählt. 2017 gewann er mit den Steelers dann die Playoffs der EIHL. 2018 wechselte er zum Leksands IF in die schwedische HockeyAllsvenskan, kehrte aber bereits im Oktober zu den Steelers zurück, mit denen er 2020 den EIHL-Cup gewann. Als die EIHL in der Spielzeit 2020/21 aufgrund der COVID-19-Pandemie ausgesetzt wurde, spielte er für die Sheffield Steeldogs und gewann mit diesen den Pokalwettbewerb der National Ice Hockey League. Danach wechselte er zu den Cardiff Devils, die er aber bereits im Dezember 2021 verließ, um sich dem HSC Csíkszereda anzuschließen. Mit dem Klub der Szekler gewann er 2022 sowohl die multinationale Erste Liga, als auch die rumänische Meisterschaft. Anschließend kehrte er in die Elite Ice Hockey League zurück, wo er für die Guildford Flames spielt und 2023 sowohl in das Second All-Star Team der Liga, als auch zum besten britischen Spieler gewählt wurde.

### International
Für Großbritannien nahm O’Connor im Juniorenbereich an der Division I der U18-Weltmeisterschaft 2005 und der U20-Weltmeisterschaft 2008 teil. Im Seniorenbereich stand er im Aufgebot seines Landes bei den Weltmeisterschaften der Division I 2009, 2010, 2011, 2014, 2015, als er zum besten Verteidiger des Turniers gewählt wurde, 2016, als er bester Vorbereiter und gemeinsam mit dem Esten Robert Rooba auch Topscorer des Turniers war und zudem zum besten Verteidiger des Turniers gewählt wurde, 2017, als er erneut zum besten Verteidiger des Turniers gewählt wurde, 2018, als er als wiederum bester Verteidiger auch in das All-Star-Team des Turniers gewählt wurde, und 2023. 2011 erzielte er für seine Farben beim abschließenden Spiel gegen Polen den 3:2-Siegtreffer und hielt damit die Hoffnung auf den ersten Aufstieg in die Top-Division seit dem Abstieg 1994 aufrecht. Am Ende scheiterten die Briten jedoch an Kasachstan, da die Asiaten ihr letztes Spiel gegen die Ukraine nach einem 1:2-Rückstand noch drehen konnten. Sieben Jahre später gelang dann nach einem 3:2-Sieg nach Verlängerung gegen Ungarn bei der Weltmeisterschaft 2018, zu dem O’Connor den Siegtreffer im Penalty-Schießen beitrug, schließlich doch der Aufstieg in die Top-Division. Dort spielte er dann bei den Weltmeisterschaften 2019, 2021 und 2022.
Zudem stand er für seine Farben bei den Qualifikationsturnieren für die Olympischen Winterspiele 2010 in Vancouver, 2014 in Sotschi, 2018 in Pyeongchang und 2022 in Peking auf dem Eis. Dabei konnte bei der Qualifikation für die Spiele in Sotschi die erste Qualifikationsrunde im November 2012 im japanischen Nikkō durch einen 2:1-Erfolg gegen die japanische Mannschaft gewonnen werden. In der zweiten Runde, die im Februar 2013 im lettischen Riga ausgetragen wurde, mussten die Briten um O’Connor jedoch Lehrgeld zahlen und verloren alle drei Spiele.

## Erfolge und Auszeichnungen
- 2012 Bester Verteidiger der Kasachischen Eishockeymeisterschaft
- 2013 Kasachischer Pokalsieger mit dem HK Arlan Kökschetau
- 2014 Bester Verteidiger und beste Plus/Minus-Bilanz der Kasachischen Eishockeymeisterschaft
- 2015 Britischer Meister mit den Sheffield Steelers
- 2015 All-Star-Team der Elite Ice Hockey League, bester britischer Spieler der EIHL und bester britischer Verteidiger
- 2016 Britischer Meister mit den Sheffield Steelers
- 2016 All-Star-Team der Elite Ice Hockey League und bester britischer Verteidiger
- 2017 Play-off-Sieger der Elite Ice Hockey League mit den Sheffield Steelers
- 2020 Gewinn des EIHL-Cups mit den Sheffield Steelers
- 2021 Gewinn des NIHL-Cups mit den Sheffield Steeldogs
- 2022 Gewinn der Ersten Liga und rumänischer Meister mit dem HSC Csíkszereda
- 2023 Second All-Star-Team der Elite Ice Hockey League, bester britischer Spieler der EIHL

### International
- 2015 Bester Verteidiger der Weltmeisterschaft der Division I, Gruppe B
- 2016 Bester Verteidiger der Weltmeisterschaft der Division I, Gruppe B
- 2016 Topscorer der Weltmeisterschaft der Division I, Gruppe B
- 2016 Bester Torvorbereiter der Weltmeisterschaft der Division I, Gruppe B
- 2017 Aufstieg in die Division I, Gruppe A bei der Weltmeisterschaft der Division I, Gruppe B
- 2017 Bester Verteidiger der Weltmeisterschaft der Division I, Gruppe B
- 2018 Aufstieg in die Top-Division bei der Weltmeisterschaft der Division I, Gruppe A
- 2018 Bester Verteidiger der Weltmeisterschaft der Division I, Gruppe A
- 2018 All-Star-Team der Weltmeisterschaft der Division I, Gruppe A
- 2023 Aufstieg in die Top-Division bei der Weltmeisterschaft der Division I, Gruppe A

## Statistik
(Stand: Ende der Saison 2022/23)